# Liste der Kardinalskreierungen Gregors XI.
Papst Gregor XI. kreierte im Verlauf seines Pontifikates folgende 21 Kardinäle:

## 30. Mai 1371
- Pedro Gómez Barroso
- Jean de Cros
- Bertrand de Cosnac CRSA
- Bertrand Lagier OFM
- Robert de Genève
- Guillaume de Chanac OSB
- Jean Le Fèvre
- Jean de la Tour OSB
- Giacomo Orsini
- Pierre Flandrin
- Guillaume Noellet
- Pierre de Vergne

## 20. Dezember 1375
- Pierre de La Jugie OSB
- Simone Brossano
- Hughes de Montrelais
- Jean de Bussière O.Cist.
- Guy de Malsec
- Jean de la Grange OSB
- Pierre de Sortenac
- Gérard du Puy OSB
- Pedro Martínez de Luna y Pérez de Gotor